# Stictoleptura gevneensis
Stictoleptura gevneensis là một loài bọ cánh cứng trong họ Cerambycidae.